# Gara Nossegem
Gara Nossegem (în neerlandeză Station Nossegem) este o gară feroviară belgiană de pe linia 36 de la Bruxelles-Nord la Liège-Guillemins, situată în satul Nossegem, component al comunei Zaventem, în provincia Brabantul Flamand din Regiunea Flamandă.
O haltă a fost dată în exploatare pe 12 martie 1884 de către Căile Ferate Belgiene. O clădire standard de tip 1893 R6 a fost inaugurată în 1895. Clădirea a fost închisă în 1978 și ulterior demolată. Pentru procurarea titlurilor de călătorie a fost pus în funcțiune un automat de bilete.
Nossegem este o haltă de călători deservită de trenuri suburbane (S).

## Situația feroviară
Situată la o altitudine de aproximativ 52 m dnm, gara Nossegem este poziționată la kilometrul feroviar (PK) 11,935 al liniei 36 Bruxelles-Nord – Liège-Guillemins, între gările Zaventem și Kortenberg.

## Istoric

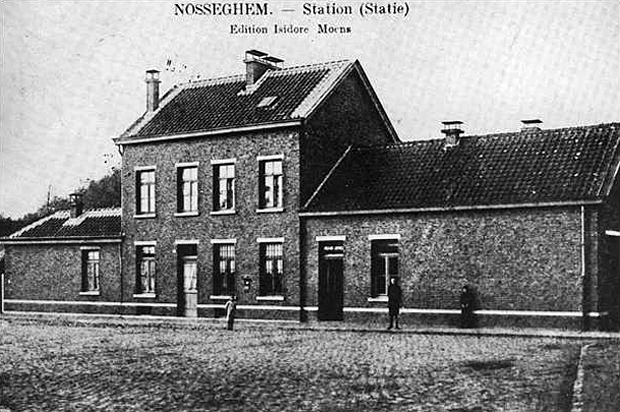
Clădirea gării în jurul anului 1900

O haltă intitulată „Nosseghem” a fost pusă în exploatare pe 17 decembrie 1866 de către Căile Ferate Belgiene, odată cu deschiderea serviciului de transport de mărfuri pe o secțiune de cale ferată dublă între Gara Bruxelles-Nord și Gara Leuven. Serviciul pentru călători a fost inaugurat pe 12 martie 1884. Halta a devenit gară odată cu construcția clădirii standard de pasageri în 1895.
Grafia numelui a fost modificată oficial pe 2 ianuarie 1938, „Nosseghem” devenind „Nossegem”.
În 1978, gara Nossegem a fost retrogradată la statutul anterior de simplă haltă.
După modernizarea și extinderea infrastructurii stației la patru linii, între anii 2008 și 2010 au fost reamenajate peroanele și accesul în haltă și instalate copertine și adăposturi acoperite pentru călători. Lucrările au fost realizate prin intermediul Eurostation, divizie de arhitectură feroviară a Infrabel.
În 2005 a fost construit racordul Nossegem ca parte a Proiectului Diabolo, astfel încât trenurile care vin dinspre aeroport să poată circula direct spre Leuven tranzitând gara Nossegem.

## Servicii pentru călători

### Acces
Stația Nossegem, haltă a NMBS/SNCB, este un „punct de oprire nedeservit” (în franceză Point d'arrêt non géré, PANG) cu intrare liberă, echipat cu un automat pentru achiziționarea legitimațiilor de călătorie și cu un panou de informare la intrarea dinspre strada Mechelsesteenweg. Peroanele sunt echipate cu adăposturi de așteptare pentru călători.
Accesul la peroane și trecerea de la un peron la altul se pot face pe cele două pasaje rutiere care traversează liniile, unul pe strada Mechelsesteenweg (accesul principal), celălalt pe strada Namnstraat (accesul secundar). Trenurile din rețeaua S opresc doar la liniile 1 și 4, în timp ce trenurile care tranzitează halta fără să oprească, inclusiv cele de mare viteză, circulă doar pe liniile centrale 2 și 3. Pe peroane au fost montate garduri de protecție care separă călătorii de liniile 2 și 3.

### Servicii feroviare
Gara Nossegem este deservită de trenuri suburbane (S) care fac legătura între Braine-le-Comte, respectiv Bruxelles-Midi, și Leuven.
| Linia | Tren      | Direcția                            |
| ----- | --------- | ----------------------------------- |
| 1     | Linia 36C | Direcția Leuven, Liège-Guillemins   |
| 2     | Linia 36  | Direcția Leuven, Liège-Guillemins   |
| 3     | Linia 36C | Direcția Schaarbeek, Bruxelles-Nord |
| 4     | Linia 36C | Direcția Brussels Airport-Zaventem  |

### Intermodalitate
În fața gării există o parcare pentru biciclete și una pentru automobile. Ambele sunt gratuite. Gara nu este deservită direct de autobuzele companiei De Lijn. Cea mai apropiată stație de autobuz se află la circa 800 m distanță, pe strada Leuvensesesteenweg.

### Orarul trenurilor
Începând cu 12 iunie 2016:
| Tipul trenului | Traseu                               | Program                                   |
| -------------- | ------------------------------------ | ----------------------------------------- |
| S2             | Leuven - Bruxelles - Braine-le-Comte | Zilele lucrătoare: 2×/oră Weekend: 1×/oră |